# Rutherfordium
Rutherfordium (chemická značka Rf) je 12. transuranem, silně radioaktivní kovový prvek, připravovaný uměle v jaderném reaktoru nebo urychlovači částic.
Rutherfordium doposud nebylo izolováno v dostatečně velkém množství, aby bylo možno určit všechny jeho fyzikální vlastnosti. Při své poloze v periodické tabulce by svými vlastnostmi mělo připomínat hafnium.

## Historie

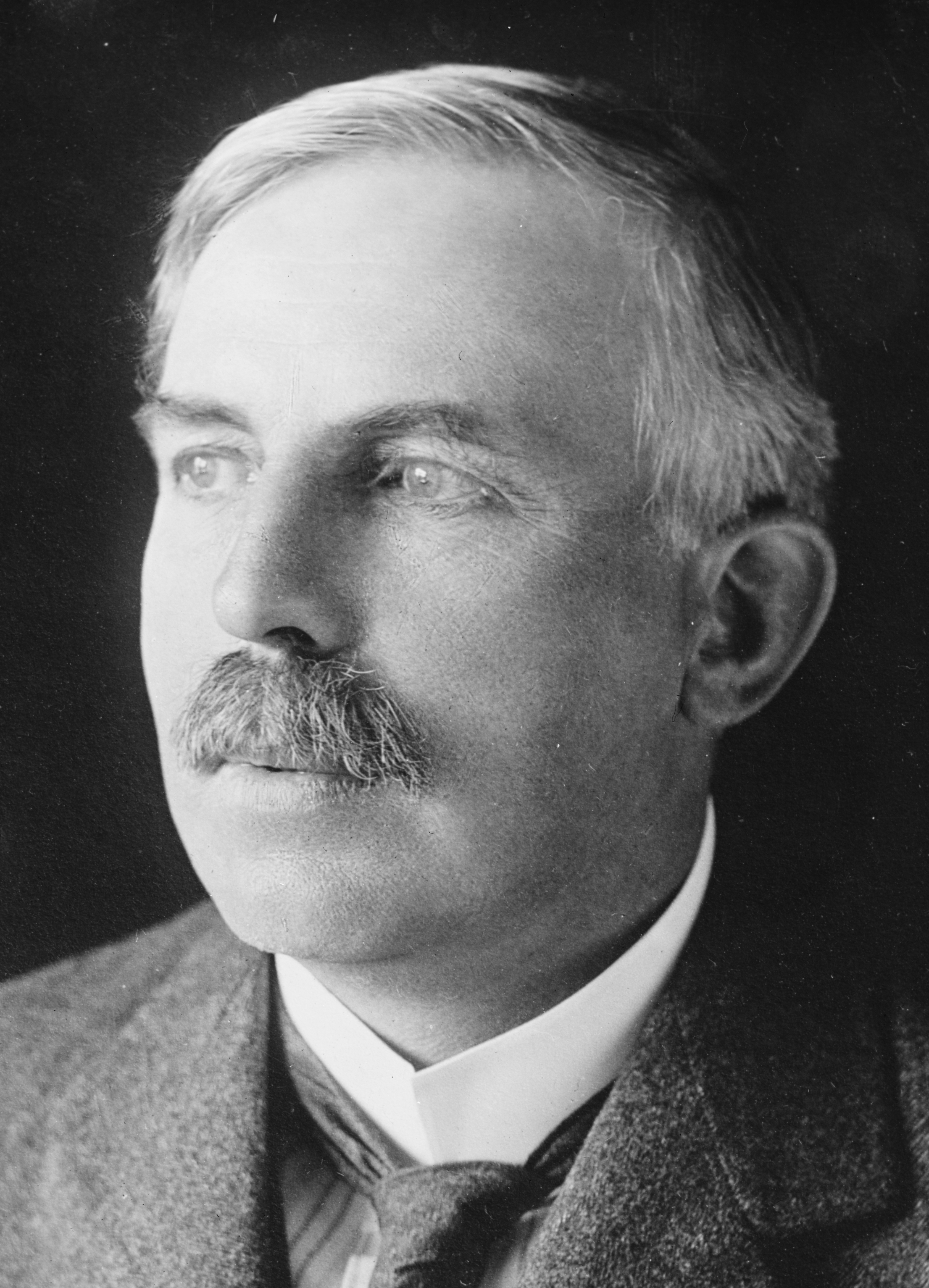
Sir Ernest Rutherford

První příprava prvku s atomovým číslem 104 byla ohlášena roku 1964 v laboratořích Ústavu jaderného výzkumu v Dubně v bývalém Sovětském svazu pomocí urychlovače částic. Byl přitom bombardován terč z plutonia urychlenými ionty neonu. Prvek byl poté pojmenován kurčatovium (chemický symbol Ku) na počest vedoucího sovětského jaderného výzkumu Igora V. Kurčatova.
 242
94 Pu +  22
10 Ne →  264
104 Rf
Vědci kalifornské university v Berkeley se neúspěšně pokoušeli opakovat výše uvedený experiment. Zato však uspěli v roce 1969, když za pomoci lineárního urychlovače částic bombardovali terče z izotopů kalifornia jádry uhlíku 12C.
 249
98 Cf +  12
6 C →  257
104 Rf + 4  1
0 n
Získali nový prvek, který byl pojmenován rutherfordium na počest jaderného fyzika Ernesta Rutherforda. Uvedený název byl definitivně schválen na zasedání IUPAC v roce 1997.

## Izotopy
Dnes je známo celkem 19 izotopů rutherfordia:
| Izotop    | Rok objevu | Reakce         | Poločas přeměny |
| --------- | ---------- | -------------- | --------------- |
| 253Rf     | 1994       | 204Pb(50Ti,n)  | 0,048 ms        |
| 254Rf     | 1994       | 206Pb(50Ti,2n) | 0,023 ms        |
| 255Rf     | 1974? 1985 | 207Pb(50Ti,2n) | 1,68 s          |
| 256Rfg    | 1974? 1985 | 208Pb(50Ti,2n) | 6,67 ms         |
| 256Rfm1   | 2007       | 208Pb(50Ti,2n) | 0,025 ms        |
| 256Rfm²   | 2007       | 208Pb(50Ti,2n) | 0,017 ms        |
| 256Rfm³   | 2007       | 208Pb(50Ti,2n) | 0,027 ms        |
| 257Rfg,m  | 1969       | 249Cf(12C,4n)  | 4,4 s           |
| 258Rf     | 1969       | 249Cf(13C,4n)  | 14,7 ms         |
| 259Rf     | 1969       | 249Cf(13C,3n)  | 2,4 s           |
| 260Rf     | 1969       | 248Cm(16O,4n)  | 21 ms           |
| 261Rfa    | 1970       | 248Cm(18O,5n)  | 1,1 min         |
| 261Rfb    | 1996       | 208Pb(70Zn,n)  | 68 s            |
| 262Rf     | 1996       | 244Pu(22Ne,4n) | 2,3 s           |
| 263Rfa    | 1990?      | 248Cm(18O,3n)  | 10 min          |
| 263Rfb    | 2004       | 248Cm(26Mg,3n) | 8 s             |
| 264Rfb    |            |                | ?               |
| 265Rfb    |            |                | 1,0 min         |
| 266Rf (?) | 2006       | 237Np(48Ca,3n) | ?               |
| 267Rf     | 2003/2004  | 238U(48Ca,3n)  | ?               |
| 268Rf (?) | 2003       | 243Am(48Ca,3n) | ?               |